# Piękna i Bestia. Zaczarowane święta
Piękna i Bestia. Zaczarowane Święta (ang. Beauty and the Beast: The Enchanted Christmas lub Beauty and the Beast 2) – amerykańsko-kanadyjski film animowany z 1997 nawiązujący do filmu z 1991 roku Piękna i Bestia.
Film w Polsce wydany w grudniu 1998 roku na kasetach wideo przez Imperial Entertainment. Film wydany w Polsce na DVD z dystrybutorem CD Projekt i Galapagos Films. Film wyemitowany w telewizji na Pulsie 2 w święta Bożego Narodzenia w grudniu.

## Fabuła
Akcja filmu toczy się podczas świąt Bożego Narodzenia. Mieszkańcy zamku są jeszcze objęci klątwą.

## Obsada głosowa
- Paige O’Hara – Bella
- Robby Benson – Bestia
- Tim Curry – Maestro Forte
- Haley Joel Osment – Bryczek
- Bernadette Peters – Angelique
- Jerry Orbach – Płomyk
- David Ogden Stiers – Trybik
- Angela Lansbury – pani Imbryk
- Paul Reubens – Piko
- Jeff Bennett – Siekiera
- Frank Welker –
  - koń Phillippe,
  - Sułtan
- Kath Soucie – Czarodziejka

## Wersja polska
Opracowanie wersji polskiej: Start International Polska

Reżyseria: Joanna Wizmur

Dialogi polskie: Krystyna Skibińska-Subocz

Kierownictwo muzyczne: Marek Klimczuk

Teksty piosenek: Marek Robaczewski

W wersji polskiej wystąpili:
- Jolanta Wilk – Bella (dialogi)
- Katarzyna Pysiak – Bella (śpiew)
- Stefan Każuro – Bestia
- Krzysztof Kołbasiuk – Maestro Forte
- Aleksander Jaworowski – Bryczek
- Elżbieta Kopocińska-Bednarek – Angelique (dialogi)
- Anna Mamczur – Angelique (śpiew)
- Jacek Czyż – Płomyk
- Ryszard Nawrocki – Trybik
- Mirosława Krajewska – pani Imbryk
- Jacek Kawalec – Piko
- Eugeniusz Robaczewski – Siekiera
- Joanna Wizmur – Czarodziejka

W pozostałych rolach:
- Krystyna Kozanecka
- Beata Wyrąbkiewicz
- Arkadiusz Jakubik
- Wojciech Paszkowski

i inni
Wykonanie piosenek:
- Pod jemiołą szczęście gości – chór
- Dziwne historie – Katarzyna Pysiak
- Tak długo jak Gwiazdki otacza nas blask – Katarzyna Pysiak, Jacek Czyż, Ryszard Nawrocki, Mirosława Krajewska, Aleksander Jaworowski oraz Chór
- Pokochaj Mnie – Krzysztof Kołbasiuk
- Tak długo jak Gwiazdki otacza nas blask (repryza) – Anna Mamczur, Katarzyna Pysiak
- Niech zjawi się ten gość – Jacek Czyż, Ryszard Nawrocki, Katarzyna Pysiak